# Маріон-Сентер (Массачусетс)
Маріон-Сентер (англ. Marion Center) — переписна місцевість (CDP) в США, в окрузі Плімут штату Массачусетс. Населення — 1172 особи (2020).

## Географія
Маріон-Сентер розташований за координатами 41°42′3″ пн. ш. 70°45′29″ зх. д. / 41.70083° пн. ш. 70.75806° зх. д. (41.700836, -70.758157).  За даними Бюро перепису населення США в 2010 році переписна місцевість мала площу 2,90 км², з яких 2,64 км² — суходіл та 0,26 км² — водойми.

## Демографія
Згідно з переписом 2010 року, у переписній місцевості мешкало 1111 осіб у 443 домогосподарствах у складі 280 родин. Густота населення становила 383 особи/км².  Було 606 помешкань (209/км²).
Расовий склад населення:
| - 96,9 % — білих - 0,7 % — чорних або афроамериканців - 0,2 % — вихідців з тихоокеанських островів - 0,2 % — азіатів - 0,1 % — корінних американців |

До двох чи більше рас належало 1,4 %. Частка іспаномовних становила 0,7 % від усіх жителів.
За віковим діапазоном населення розподілялося таким чином: 22,1 % — особи молодші 18 років, 52,6 % — особи у віці 18—64 років, 25,3 % — особи у віці 65 років та старші. Медіана віку мешканця становила 47,9 року. На 100 осіб жіночої статі у переписній місцевості припадало 90,6 чоловіків;  на 100 жінок у віці від 18 років та старших — 85,0 чоловіків також старших 18 років.
Середній дохід на одне домашнє господарство  становив 147 406 доларів США (медіана — 80 353), а середній дохід на одну сім'ю — 190 996 доларів (медіана — 101 346). За межею бідності перебувало 8,8 % осіб, у тому числі 3,3 % дітей у віці до 18 років та 7,7 % осіб у віці 65 років та старших.
Цивільне працевлаштоване населення становило 615 осіб. Основні галузі зайнятості: освіта, охорона здоров'я та соціальна допомога — 36,9 %, виробництво — 13,8 %, науковці, спеціалісти, менеджери — 12,7 %, мистецтво, розваги та відпочинок — 12,0 %.